# Football Club Crotone 2012-2013
Questa voce raccoglie le informazioni riguardanti il Football Club Crotone nelle competizioni ufficiali della stagione 2012-2013.

## Stagione
Nella stagione 2012-2013 il Crotone ha disputato il nono campionato di Serie B della sua storia. I pitagorici allenati da Massimo Drago, hanno raccolto 55 punti, ma hanno subito una penalizzazione di 2 punti, ininfluente comunque ai fini del mantenimento della categoria, che li ha portati al dodicesimo posto. La squadra rossoblù è uscita alla distanza, facendo meglio nella seconda parte della stagione. Con 12 reti il brasiliano Edilson Gabionetta è risultato il miglior marcatore dei calabresi. In Coppa Italia buona la prima, superando il Lanciano (3-2) nel secondo turno, mentre nel terzo turno esce dal torneo, sconfitto, sempre (3-2) a Cesena.

## Divise e sponsor
Il fornitore ufficiale di materiale tecnico per la stagione 2012-2013 è stato Zeus Sport, mentre lo sponsor di maglia è stato Sovreco.
La prima casacca presenta le classiche righe rossoblù interrotte all'altezza del petto da una cucitura. Il particolare colletto a girocollo è arricchito da una striscia in pvc con la scritta Football Club Crotone. Sulle spalle e sui calzoncini sono applicate due righe a forma di saette che riprendono il logo dello sponsor tecnico. All'interno del collo c'è una stampa con le date 1923-2013 per ricordare i 90 anni dalla nascita della prima società calcistica a Crotone, mentre sul retro è applicato il nome del club. I pantaloncini sono blu con finiture rosse, i calzettoni fasciati di rosso e blu. Il kit da trasferta è bianco con palo verticale rosso e blu sul quale è applicato il main sponsor Sovreco. Bianchi sono anche i calzoncini ed i calzettoni.
| 1ª divisa | 2ª divisa |

## Organigramma societario
Area direttiva
- Presidente: Raffaele Vrenna
- Vice Presidente: Salvatore Gualtieri
- Amministratore delegato: Giovanni Vrenna
- Direttore sportivo: Beppe Ursino
- Team Manager: Emanuele Roberto
- Amministrazione: Rosario Panebianco
- Segretario sportivo: Anselmo Iovine

Area tecnica
- Allenatore: Massimo Drago
- Allenatore in seconda: Giuseppe Galluzzo
- Preparatore dei portieri: Antonio Macrì
- Preparatore atletico: Andrea Nocera

Area sanitaria
- Responsabile sanitario: Francesco Polimeno
- Medici sociali: Luigi Broccolo e Livio Perticone
- Osteopata: Rocco Massara
- Massaggiatori: Armando Cistaro e Pietro Cistaro

## Rosa
| N. |                    | Ruolo | Calciatore                 |
| -- | ------------------ | ----- | -------------------------- |
| 1  | Italia (bandiera)  | P     | Emanuele Concetti          |
| 2  | Italia (bandiera)  | D     | Cristian Riggio            |
| 3  | Italia (bandiera)  | D     | Francesco Migliore         |
| 4  | Italia (bandiera)  | C     | Antonio Galardo (capitano) |
| 5  | Italia (bandiera)  | D     | Marco Cabeccia             |
| 6  | Italia (bandiera)  | C     | Mirko Eramo                |
| 7  | Italia (bandiera)  | C     | Stefano Pettinari          |
| 8  | Italia (bandiera)  | A     | Vito Falconieri            |
| 9  | Brasile (bandiera) | A     | Denilson Gabionetta        |
| 10 | Italia (bandiera)  | C     | Pietro De Giorgio          |
| 11 | Italia (bandiera)  | A     | Camillo Ciano              |
| 12 | Italia (bandiera)  | P     | Pietro Morabito            |
| 13 | Italia (bandiera)  | D     | Antonio Mazzotta           |
| 14 | Italia (bandiera)  | D     | Alessandro Ligi            |

| N. |                       | Ruolo | Calciatore          |
| -- | --------------------- | ----- | ------------------- |
| 15 | Italia (bandiera)     | D     | Francesco Checcucci |
| 17 | Italia (bandiera)     | C     | Raffaele Maiello    |
| 18 | Italia (bandiera)     | D     | Lorenzo Del Prete   |
| 19 | Francia (bandiera)    | D     | Kévin Vinetot       |
| 20 | Brasile (bandiera)    | A     | Caetano Calil       |
| 21 | Italia (bandiera)     | D     | Giuseppe Abruzzese  |
| 23 | Portogallo (bandiera) | D     | Pedro Correia       |
| 24 | Italia (bandiera)     | A     | Giuseppe Torromino  |
| 25 | Ghana (bandiera)      | C     | Bright Addae        |
| 26 | Camerun (bandiera)    | C     | Kelvin Ewome Matute |
| 28 | Italia (bandiera)     | C     | Davide Leto         |
| 29 | Italia (bandiera)     | C     | Lorenzo Crisetig    |
| 30 | Italia (bandiera)     | C     | Gabriele Paonessa   |
| 33 | Italia (bandiera)     | P     | Nicholas Caglioni   |

## Calciomercato

### Sessione estiva(dal 1º/7 al 31/8)
| Acquisti | Acquisti           | Acquisti   | Acquisti   |
| R.       | Nome               | da         | Modalità   |
| -------- | ------------------ | ---------- | ---------- |
| P        | Emanuele Concetti  | Pergocrema | definitivo |
| A        | Giuseppe Torromino | Treviso    | definitivo |
| A        | Alen Krcic         | Triglav    | prestito   |

| Cessioni | Cessioni          | Cessioni | Cessioni   |
| R.       | Nome              | a        | Modalità   |
| -------- | ----------------- | -------- | ---------- |
| C        | Massimo Loviso    | Ascoli   | prestito   |
| A        | Andrea Caccavallo | Gubbio   | prestito   |
| P        | Giacomo Bindi     | Latina   | definitivo |

## Risultati

### Serie B

#### Girone di andata
| Arbitro: | Gavillucci (Latina) |

|             |           |  |
| Maiello 90’ | Marcatori |  |

| Arbitro: | Di Paolo (Avezzano) |

|                           |           |                      |
| Berardi 17’ Pavoletti 41’ | Marcatori | 90’ (aut.) Missiroli |

| Arbitro: | La Penna (Roma) |

|                                        |           |                |
| Torromino 77’ Calil 80’ Gabionetta 90’ | Marcatori | 30’ Di Carmine |

| Arbitro: | Castrignanò (Brindisi) |

|              |           |  |
| Sforzini 30’ | Marcatori |  |

| Crotone 22 settembre 2012, ore 15:00 CEST 5ª giornata | Crotone              | 0 – 0 referto | Bari | Stadio Ezio Scida (3 548 spett.)\| Arbitro: \| Pairetto (Nichelino) \| |
| Arbitro:                                              | Pairetto (Nichelino) |               |      |                                                                        |

| Arbitro: | Abbattista (Molfetta) |

|            |           |  |
| Dianda 77’ | Marcatori |  |

| Arbitro: | Pasqua (Tivoli) |

|                |           |                        |
| Gabionetta 39’ | Marcatori | 21’ Luci 87’ Siligardi |

| Arbitro: | Fabbri (Ravenna) |

|                      |           |  |
| Soncin 3’ Loviso 73’ | Marcatori |  |

| Cesena 14 ottobre 2012, ore 15:00 CEST 9ª giornata | Cesena        | 0 – 0 referto | Crotone | Stadio Dino Manuzzi (9 486 spett.)\| Arbitro: \| Roca (Foggia) \| |
| Arbitro:                                           | Roca (Foggia) |               |         |                                                                   |

| Arbitro: | Borriello (Mantova) |

|                            |           |           |
| Gabionetta 59’, 65’ (rig.) | Marcatori | 47’ Pesce |

| Vicenza 27 ottobre 2012, ore 15:00 CEST 11ª giornata | Vicenza       | 0 – 0 referto | Crotone | Stadio Romeo Menti (5 835 spett.)\| Arbitro: \| Ciampi (Roma) \| |
| Arbitro:                                             | Ciampi (Roma) |               |         |                                                                  |

| Arbitro: | Di Bello (Brindisi) |

|                                          |           |                                        |
| Gabionetta 22’ Pettinari 78’ Maiello 90’ | Marcatori | 18’ Martinho 40’ Cocco 89’ Gómez Taleb |

| Arbitro: | Baracani (Firenze) |

|                   |           |             |
| Sansovini 5’, 72’ | Marcatori | 27’ Maiello |

| Arbitro: | Castrignanò (Brindisi) |

|                               |           |                                 |
| Gabionetta 41’, 49’ Calil 76’ | Marcatori | 21’ Maccarone 71’ (rig.) Tavano |

| Arbitro: | Abbattista (Molfetta) |

|  |           |                            |
|  | Marcatori | 40’ Migliore 79’ Torromino |

| Arbitro: | Di Paolo (Avezzano) |

|  |           |            |
|  | Marcatori | 26’ Farías |

| Arbitro: | Irrati (Pistoia) |

|                 |           |                |
| Comi 75’ (rig.) | Marcatori | 19’ De Giorgio |

| Crotone 8 dicembre 2012, ore 15:00 CET 18ª giornata | Crotone       | 0 – 0 referto | Virtus Lanciano | Stadio Ezio Scida (3 491 spett.)\| Arbitro: \| Ciampi (Roma) \| |
| Arbitro:                                            | Ciampi (Roma) |               |                 |                                                                 |

| Arbitro: | Di Bello (Brindisi) |

|                                  |           |  |
| Ardemagni 34’, 64’ Lazarević 78’ | Marcatori |  |

| Arbitro: | Pinzani (Empoli) |

|                |           |  |
| Gabionetta 89’ | Marcatori |  |

| Arbitro: | Palazzino (Ciampino) |

|                                                     |           |           |
| Danilevičius 33’ Genevier 80’ (rig.) R. Improta 90’ | Marcatori | 26’ Addae |

#### Girone di ritorno
| Arbitro: | Abbattista (Molfetta) |

|                                                           |           |  |
| Salamon 35’ De Maio 66’ Mitrović 68’ Corvia 71’ Picci 75’ | Marcatori |  |

| Arbitro: | Nasca (Bari) |

|                          |           |               |
| De Giorgio 13’ Eramo 28’ | Marcatori | 35’ Missiroli |

| Arbitro: | Fabbri (Ravenna) |

|                       |           |                        |
| Schiavon 60’ Coly 90’ | Marcatori | 13’ Eramo 25’ Crisetig |

| Arbitro: | Manganiello (Pinerolo) |

|           |           |  |
| Eramo 32’ | Marcatori |  |

| Bari 16 febbraio 2013, ore 15:00 CET 26ª giornata | Bari            | 0 – 0 referto | Crotone | Stadio San Nicola (6 022 spett.)\| Arbitro: \| La Penna (Roma) \| |
| Arbitro:                                          | La Penna (Roma) |               |         |                                                                   |

| Arbitro: | Merchiori (Ferrara) |

|  |           |                   |
|  | Marcatori | 50’ (rig.) Vitale |

| Arbitro: | Pairetto (Nichelino) |

|              |           |                                 |
| Paulinho 27’ | Marcatori | 43’ (rig.) Gabionetta 64’ Ciano |

| Arbitro: | Gavillucci (Latina) |

|             |           |  |
| Maiello 31’ | Marcatori |  |

| Arbitro: | Abbattista (Molfetta) |

|            |           |  |
| Matute 81’ | Marcatori |  |

| Arbitro: | Candussio (Cervignano del Friuli) |

|                                                          |           |           |
| Seferović 12’, 44’ Pesce 21’ Perticone 33’ Crescenzi 53’ | Marcatori | 45’ Eramo |

| Arbitro: | Di Paolo (Avezzano) |

|           |           |  |
| Eramo 88’ | Marcatori |  |

| Arbitro: | Ostinelli (Como) |

|                            |           |                          |
| Cacia 60’, 64’ Sgrigna 67’ | Marcatori | 33’ Eramo 58’ De Giorgio |

| Arbitro: | Palazzino (Ciampino) |

|  |           |                        |
|  | Marcatori | 50’ Sammarco 68’ Lollo |

| Empoli 6 aprile 2013, ore 15:00 CEST 35ª giornata | Empoli                 | 0 – 0 referto | Crotone | Stadio Carlo Castellani (2 926 spett.)\| Arbitro: \| Manganiello (Pinerolo) \| |
| Arbitro:                                          | Manganiello (Pinerolo) |               |         |                                                                                |

| Arbitro: | Giancola (Vasto) |

|                            |           |            |
| De Giorgio 28’ Maiello 64’ | Marcatori | 55’ Eusepi |

| Arbitro: | Fabbri (Ravenna) |

|                            |           |           |
| Iori 14’ (rig.) Cutolo 53’ | Marcatori | 88’ Ciano |

| Arbitro: | Tommasi (Bassano del Grappa) |

|                                   |           |                                         |
| Gabionetta 33’ (rig.), 58’ (rig.) | Marcatori | 22’ (rig.) Gerardi 90’ (aut.) Del Prete |

| Arbitro: | Pinzani (Empoli) |

|             |           |              |
| Vastola 39’ | Marcatori | 8’ Abruzzese |

| Arbitro: | Pasqua (Tivoli) |

|                                 |           |                |
| Eramo 16’ Gabionetta 38’ (rig.) | Marcatori | 45’ Anđelković |

| Arbitro: | Borriello (Mantova) |

|              |           |           |
| Oduamadi 29’ | Marcatori | 86’ Ciano |

| Arbitro: | Castrignanò (Brindisi) |

|                                   |           |                                        |
| Torromino 29’ Falconieri 77’, 82’ | Marcatori | 35’ R. Improta 42’ Doninelli 57’ Suciu |

### Coppa Italia
| Arbitro: | Di Bello (Brindisi) |

|                                      |           |                         |
| Calil 15’ (rig.) Ciano 56’ Eramo 90’ | Marcatori | 4’ Testardi 58’ Falcone |

| Arbitro: | Tagliavento (Terni) |

|                                          |           |                           |
| Succi 16’ Graffiedi 50’ D'Alessandro 84’ | Marcatori | 40’ (aut.) Iori 43’ Ciano |

## Statistiche

### Statistiche di squadra
| Competizione | Punti        | In casa | In casa | In casa | In casa | In casa | In casa | In trasferta | In trasferta | In trasferta | In trasferta | In trasferta | In trasferta | Totale | Totale | Totale | Totale | Totale | Totale | DR  |
| Competizione | Punti        | G       | V       | N       | P       | Gf      | Gs      | G            | V            | N            | P            | Gf           | Gs           | G      | V      | N      | P      | Gf     | Gs     | DR  |
| ------------ | ------------ | ------- | ------- | ------- | ------- | ------- | ------- | ------------ | ------------ | ------------ | ------------ | ------------ | ------------ | ------ | ------ | ------ | ------ | ------ | ------ | --- |
| Serie B      | 53 (-2 pen.) | 21      | 12      | 5       | 4       | 29      | 21      | 21           | 2            | 8            | 11           | 16           | 35           | 42     | 14     | 13     | 15     | 45     | 56     | -11 |
| Coppa Italia |              | 1       | 1       | 0       | 0       | 3       | 2       | 1            | 0            | 0            | 1            | 2            | 3            | 2      | 1      | 0      | 1      | 5      | 5      | 0   |
| Totale       | -            | 22      | 13      | 5       | 4       | 30      | 21      | 22           | 2            | 8            | 12           | 18           | 38           | 44     | 15     | 13     | 16     | 50     | 61     | -11 |

### Statistiche dei giocatori[7]
| Giocatore     | Serie B  | Serie B | Serie B     | Serie B    | Coppa Italia | Coppa Italia | Coppa Italia | Coppa Italia | Totale   | Totale | Totale      | Totale     |
| Giocatore     | Presenze | Reti    | Ammonizioni | Espulsioni | Presenze     | Reti         | Ammonizioni  | Espulsioni   | Presenze | Reti   | Ammonizioni | Espulsioni |
| ------------- | -------- | ------- | ----------- | ---------- | ------------ | ------------ | ------------ | ------------ | -------- | ------ | ----------- | ---------- |
| G. Abruzzese  | 39       | 1       | 8           | 1          | 2            | 0            | 1            | 0            | 41       | 1      | 9           | 1          |
| B. Addae      | 12       | 1       | 6           | 1          | 2            | 0            | 1            | 0            | 14       | 1      | 7           | 1          |
| C.P. Calil    | 28       | 2       | 3           | 1          | 2            | 1            | 0            | 0            | 30       | 3      | 3           | 1          |
| N. Caglioni   | 28       | -41     | 3           | 0          | -            | -            | -            | -            | 28       | -41    | 3           | 0          |
| F. Checcucci  | 11       | 0       | 1           | 0          | -            | -            | -            | -            | 11       | 0      | 1           | 0          |
| C. Ciano      | 38       | 3       | 8           | 0          | 2            | 2            | 1            | 0            | 40       | 5      | 9           | 0          |
| E. Concetti   | 14       | -15     | 1           | 0          | 2            | -5           | 1            | 0            | 16       | -20    | 2           | 0          |
| P. Correia    | 10       | 0       | 3           | 0          | 1            | 0            | 0            | 0            | 11       | 0      | 3           | 0          |
| L. Crisetig   | 17       | 1       | 2           | 0          | -            | -            | -            | -            | 17       | 1      | 2           | 0          |
| P. De Giorgio | 36       | 4       | 2           | 0          | 2            | 0            | 0            | 0            | 38       | 4      | 2           | 0          |
| L. Del Prete  | 17       | 0       | 1           | 0          | -            | -            | -            | -            | 17       | 0      | 1           | 0          |
| M. Eramo      | 40       | 7       | 8           | 0          | 2            | 1            | 0            | 0            | 42       | 8      | 8           | 0          |
| V. Falconieri | 9        | 2       | 2           | 0          | -            | -            | -            | -            | 9        | 2      | 2           | 0          |
| D. Gabionetta | 37       | 12      | 8           | 0          | 2            | 0            | 0            | 0            | 39       | 12     | 8           | 0          |
| A. Galardo    | 36       | 0       | 9           | 1          | 2            | 0            | 1            | 0            | 38       | 0      | 10          | 1          |
| D. Leto       | 2        | 0       | 0           | 0          | -            | -            | -            | -            | 2        | 0      | 0           | 0          |
| A. Ligi       | 21       | 0       | 3           | 0          | -            | -            | -            | -            | 21       | 0      | 3           | 0          |
| R. Maiello    | 36       | 5       | 8           | 0          | 1            | 0            | 0            | 0            | 37       | 5      | 8           | 0          |
| K. Matute     | 26       | 1       | 4           | 0          | 1            | 0            | 0            | 0            | 27       | 1      | 4           | 0          |
| A. Mazzotta   | 33       | 0       | 4           | 1          | -            | -            | -            | -            | 33       | 0      | 4           | 1          |
| F. Migliore   | 18       | 1       | 4           | 2          | 2            | 0            | 1            | 0            | 20       | 1      | 5           | 2          |
| G. Paonessa   | 2        | 0       | 0           | 0          | -            | -            | -            | -            | 2        | 0      | 0           | 0          |
| S. Pettinari  | 33       | 1       | 4           | 0          | 2            | 0            | 0            | 0            | 35       | 1      | 4           | 0          |
| G. Torromino  | 18       | 3       | 3           | 0          | 2            | 0            | 0            | 0            | 20       | 3      | 3           | 0          |
| K. Vinetot    | 23       | 0       | 6           | 0          | -            | -            | -            | -            | 23       | 0      | 6           | 0          |